# Waratah-Inseln
Die Waratah-Inseln bestehen aus zwei Inseln vor der Küste des ostantarktischen Enderbylands. Sie liegen 1,5 km nordwestlich des Hannan-Schelfeises in der Caseybucht.
Luftaufnahmen der Australian National Antarctic Research Expeditions aus dem Jahr 1956 dienten ihrer Kartierung. Das Antarctic Names Committee of Australia benannte sie nach der in Australien beheimateten Pflanzenart Waratah (Telopea truncata) aus der Familie der Silberbaumgewächse.